# Scornicești
Scornicești è una città della Romania di 12 593 abitanti, ubicata nel distretto di Olt, nella regione storica della Muntenia. 
Fanno parte dell'area amministrativa anche le località di Bălțați, Bircii, Chițeasca, Constantinești, Jitaru, Mărgineni-Slobozia, Mihăilești-Popești, Mogoșești, Negreni, Piscani, Rusciori, Șuica e Teiuș.
Scornicești ebbe importanti vantaggi durante il regime comunista, essendo stato il paese natale del presidente Nicolae Ceaușescu; in quel periodo, il piccolo villaggio che era in precedenza si sviluppò rapidamente fino alle dimensioni della città attuale.
Sul territorio di Scornicești sono presenti diversi Solar Park tra cui lo Scornicești Solar Park by Power Clouds, che attualmente ha 15 000 pannelli solari.